# فلورا فرازير
فلورا فرازير (بالإنجليزية: Flora Fraser)‏ هي كاتبة سير وكاتِبة بريطانية، ولدت في 30 أكتوبر 1958.